# Hubert Leynen
Hubert Leynen (Overpelt, 17 april 1909 – Hasselt, 5 augustus 1997) was een Belgisch journalist, schrijver en christendemocratisch politicus voor de CVP. Zijn leven werd voornamelijk bepaald door zijn activiteiten als journalist, politicus en schrijver. Ze liepen parallel met de ontwikkeling van de provincie Limburg.

## Jeugd
Leynen was de oudste in een arbeidersgezin met 13 kinderen. Zijn ouders, Pieter-Andries Leynen (1885-1980) en Francina Martens (1888-1918), waren van bescheiden afkomst en reeds op vijfjarige leeftijd zag hij zijn vader vertrekken naar de oorlog, waarbij hij krijgsgevangen werd genomen en in Nederland terechtkwam. Zijn moeder vluchtte met de kinderen naar de grensgemeente Budel in Nederland, vanwaar zij afkomstig was. Ze gingen in Best wonen waar de vader geïnterneerd was. Het gezin breidde uit door de geboorte van een tweede zus. De moeilijke oorlogsjaren in Nederland eindigden met het plotse overlijden van moeder in 1918.
Tijdens die jaren wisselde Leynen zesmaal van school. Na het overlijden van zijn moeder werden de kinderen eerst opgevangen bij verschillende familieleden in Nederland, terwijl vader Leynen terugkeerde naar Overpelt waar hij hertrouwde met Christina Smits (1894-1953) met wie hij nog acht kinderen kreeg. Ook de vijf kinderen uit het eerste huwelijk vervoegden het gezin.
Leynen volbracht zijn Latijns-Griekse humaniora aan het juvenaat van het Sint-Gummaruscollege in Lier, die hij in 1928 als primus beëindigde. Universitaire studies kon hij niet ambiëren vanwege het ontbreken van financiële middelen. Dit was voor hem later een belangrijke motivatie om te streven naar democratisering van het hoger onderwijs en het oprichten van een universiteit in Limburg.
Hij trouwde in 1933 met Elisa Leijssen (1909-1963) en zij hadden twee kinderen. Na het overlijden van zijn echtgenote in 1963, hertrouwde hij in 1965 met Marie-Thérèse Grouwels (1926-1983).

## Journalist en Politicus
Na zijn humaniorastudies werd Leynen door zijn retorica-leraar, de latere rector-magnificus Honoré Van Waeyenbergh van de Universiteit Leuven, geïntroduceerd bij Frans Van Cauwelaert, die toen burgemeester van Antwerpen was, en werd hij aangeworven voor een stage bij het dagblad De Standaard in Brussel.
Het jaar daarop keerde hij naar Overpelt terug en werd hij bestuurssecretaris bij de Zinkfabriek van Overpelt. In 1930 besliste Frans Theelen, volksvertegenwoordiger en uitgever van weekbladen, een dagblad uit te geven. Hij nam Leynen aan als hoofdredacteur van de zes Concentra-weekbladen met als opdracht journalistieke vorm te geven aan Het Belang van Limburg dat in 1933 verscheen, door de fusie van de weekbladen.
Voor en na de Tweede Wereldoorlog was Leynen actief binnen de katholieke partij, later de Christelijke Volkspartij (CVP). Hij was lid van het bestuur van de Vlaamsch-Katholieke Politieke Jeugd en ondertekende in november 1935 mee hun manifest. Hierin werd door dit comité van katholieke en vlaamsgezinde jongeren gepleit voor een vernieuwing van de katholieke politiek, een project dat culturele autonomie bepleit binnen een Belgische staatsstructuur.  
Van 1930 tot 1976 bleef hij als hoofdredacteur aan Het Belang van Limburg verbonden, met twee onderbrekingen. In de jaren 1936-1938 werkte hij, op verzoek van de journalist en letterkundige Paul de Mont, bezieler van Rex-Vlaanderen en gecoöpteerd senator voor Rex, in de redactionele leiding van Rex-dagblad De Nieuwe Staat. De Mont was hoofdredacteur van dit partij-orgaan, Leynen werd eerst redactie-secretaris. Na de tussentijdse verkiezingen van 1937, waarbij Rex een gevoelige nederlaag leed, werd hij hoofdredacteur van het dagblad, dat echter geleidelijk aan moest inkrimpen. Hij verbleef toen in het Brusselse, waar hij in 1938 verkozen werd tot gemeenteraadslid voor Rex in Sint-Jans-Molenbeek, doch stond dit mandaat af. In hetzelfde jaar keerde hij terug naar Hasselt en naar Het Belang van Limburg. De tweede onderbreking begon twee jaar later, tijdens de oorlogsjaren 40-45, waarin de krant niet verscheen.
Leynen oefende, zoals meerdere collega's, tezelfdertijd met zijn hoofdredacteurschap verschillende politieke mandaten uit: gemeenteraadslid in Hasselt (1946-1953), gecoöpteerd provinciaal senator voor Limburg (1949-1977) en in die periode tijdelijk fractievoorzitter en ondervoorzitter van de Senaat. In 1954 was hij afgevaardigde bij de Algemene Vergadering van de Verenigde Naties. Vanaf 1969 maakte Leynen deel uit van het partijbestuur van de CVP, eerst als lid aangeduid door de senaatsgroep en vanaf 1972 als lid van het algemeen hoofdbestuur. In 1970 werd hij lid van de Raad van Europa en van de Assemblee van de West-Europese Unie. De oplossing van grensproblemen en de ontwikkeling van de Euregio waren zijn aandachtspunten. Zo was hij onder meer zeer betrokken bij het tot stand komen van het verdrag met Nederland over de Schelde-Rijnverbinding. 
Vanaf de oprichting in 1971 tot april 1977 had hij als senator ook zitting in de Cultuurraad voor de Nederlandse Cultuurgemeenschap, de voorloper van het huidige Vlaams Parlement.
Als journalist en als politicus verdedigde Leynen de Vlaamse belangen, zonder daarmee het Belgisch staatsverband af te keuren. Binnen de CVP behoorde hij tot de strekking die voorstander was van culturele autonomie, maar niet mee evolueerde in de richting van het federalisme. In zijn dagelijkse redactioneel commentaar, dat hij ondertekende als Tenax, stond hij voor het welzijn en de toekomst van de provincie Limburg. De toekomstmogelijkheden voor de jongeren zag hij vooral in de ontwikkeling van het onderwijs. De oprichting van het Limburgs Universitair Centrum, tegenwoordig UHasselt, de Limburgse Economische Raad, nu POM Limburg (Provinciale Ontwikkelingsmaatschappij Limburg) en het Bisdom Hasselt waren de drie belangrijkste realisaties die hij mee hielp realiseren.

## Schrijver
Reeds van in zijn jeugd was schrijven zijn passie. Zijn vrije tijd besteedde hij aan lezen en schrijven. Hij was tevens medestichter van de Vereniging van Limburgse Schrijvers. Tijdens de oorlogsjaren schreef hij een 15-tal romans en novellen. Na zijn journalistieke loopbaan ging zijn aandacht naar filosofen en grote schrijvers zoals Pythagoras, Voltaire, Galileo Galilei en Goethe. Over Voltaire publiceerde hij een boek ter gelegenheid van zijn 70e verjaardag en hij liet nog vele onuitgegeven manuscripten na. Hij was tevens een groot bezieler van Het Koninklijk Leesgezelschap van Hasselt.

### Gedeeltelijke bibliografie
- Mulder Lens (1943)
- Bokkerijders in de Kempen (1943)
- Mathijs Winters (1943)
- Het Springtij (1943)
- Smokkelen: reportage in romanvorm (1943)
- Mina (1944)
- Voetsporen van Voltaire (1979)

## Mandaten
- 1954: Afgevaardigde bij de Algemene Vergadering van de Verenigde Naties
- 1951-1977: Vertegenwoordiger bij de Parlementaire Assemblee van de Raad van Europa
- 1958-1977: Vertegenwoordiger bij de Parlementaire Assemblee van de West-Europese Unie
- 1970-1974: Ondervoorzitter van de Parlementaire Assemblee van de Raad van Europa
- 1971-1972: Voorzitter van de Christen Democratische fractie van de Raad van Europa en van de West-Europese Unie
- 1971-1977: Voorzitter van de CVP-PSC-fractie in de senaat
- 1971-1977: Lid van de Cultuurraad voor de Nederlandse Cultuurgemeenschap
- 1974-1977: Ondervoorzitter van de Senaat

- Biografisch Portaal: 12553951
- Digitale Bibliotheek voor de Nederlandse Letteren: leyn001
- Gemeinsame Normdatei: 1053184689
- International Standard Name Identifier: 0000 0003 9080 2340
- Nederlandse Thesaurus van Auteursnamen: 073583332
- Système universitaire de documentation: 106956388
- Virtual International Authority File: 284505149
- WorldCat: E39PBJbxxy4vxg6qyqFgjrjXBP